# 23時の佐賀飯アニメ
『23時の佐賀飯アニメ』（にじゅうさんじのさがめしアニメ）は、佐賀県の製作による短編Webアニメ。情報発信プロジェクト「サガプライズ！」の一環として制作され、佐賀県の食の魅力を伝える作品となっている。1話約15秒で、2021年2月15日から24日まで毎日23時に公式Twitterにて公開された。
最終話が配信された2月24日には10作品を1本にまとめた「完全版」および「宮野真守増し増し篇」が公開された。

## 製作
| 企画制作           | 電通、D2C dot、xpd   |
| 監督               | 藤本さとる           |
| 作画               | 伊藤郁子             |
| 演出               | 西遼太郎、石田洋平   |
| 撮影               | 西遼太郎、古屋奏一朗 |
| 編集               | 佐伯崇、鈴木健也     |
| アニメーション制作 | スタジオKAI          |

コロナ禍による観光客の減少で打撃を受けている生産者や飲食店の支援として始まったプロジェクト。Twitterで飯テロのアニメを公開することで食材の取り寄せの需要増加を狙っており、特設サイトでは取り寄せサイトへのリンクが貼られている。
アニメーション制作はスタジオKAI、監督は藤本さとる、作画は伊藤郁子が務める。食事シーンは登場せず食材のみが描かれており、イメージシーンを利用せずに忠実に描くことで食材本来のおいしさを表現している。監督の藤本のインタビューによると、美術のスタッフが背景ではない物体を描いたり、湯気を撮影ではなく作画で表現したりするなど、役職ごとの棲み分けが少なく、一体となって制作されている。
クレジットでは「佐賀の飯」を主演キャストとして発表しているほか、宮野真守が主演声優を担当。宮野は佐賀県を舞台としたアニメ『ゾンビランドサガ』にも出演しており、「佐賀県には縁がある」とコメントしている。

## 各話リスト
| 話数   | サブタイトル                       | 公開日         |
| ------ | ---------------------------------- | -------------- |
| 第一夜 | 躍動。竹崎カキ                     | 2021年 2月15日 |
| 第二夜 | スタミナマウンテン。北方ちゃんぽん | 2月16日        |
| 第三夜 | いいサシは甘い。佐賀牛®️           | 2月17日        |
| 第四夜 | トレジャーボックス。竹崎カニ       | 2月18日        |
| 第五夜 | 絶対鮮度！呼子のイカ               | 2月19日        |
| 第六夜 | カロリー地層。シシリアンライス     | 2月20日        |
| 第七夜 | おとろけ三昧。嬉野温泉湯どうふ     | 2月21日        |
| 第八夜 | 肉汁燃ゆ。伊万里牛ハンバーグ       | 2月22日        |
| 第九夜 | 果汁決壊。いちごさん               | 2月23日        |
| 第十夜 | おいしい抱擁。佐賀ラーメン         | 2月24日        |